# Phytoecia katarinae
Phytoecia katarinae är en skalbaggsart som beskrevs av Holzschuh 1974. Phytoecia katarinae ingår i släktet Phytoecia och familjen långhorningar. Inga underarter finns listade i Catalogue of Life.